# Spilomyia turkmenorum
Spilomyia turkmenorum är en tvåvingeart som beskrevs av Kuznetzov 1997. Spilomyia turkmenorum ingår i släktet trädblomflugor, och familjen blomflugor. Inga underarter finns listade i Catalogue of Life.